# Paropsiopsis ferruginea
Paropsiopsis ferruginea är en passionsblomsväxtart som beskrevs av Arthur Wallis Exell. Paropsiopsis ferruginea ingår i släktet Paropsiopsis och familjen passionsblomsväxter. Inga underarter finns listade i Catalogue of Life.